# Staatsbürgerschaft der Vereinigten Staaten

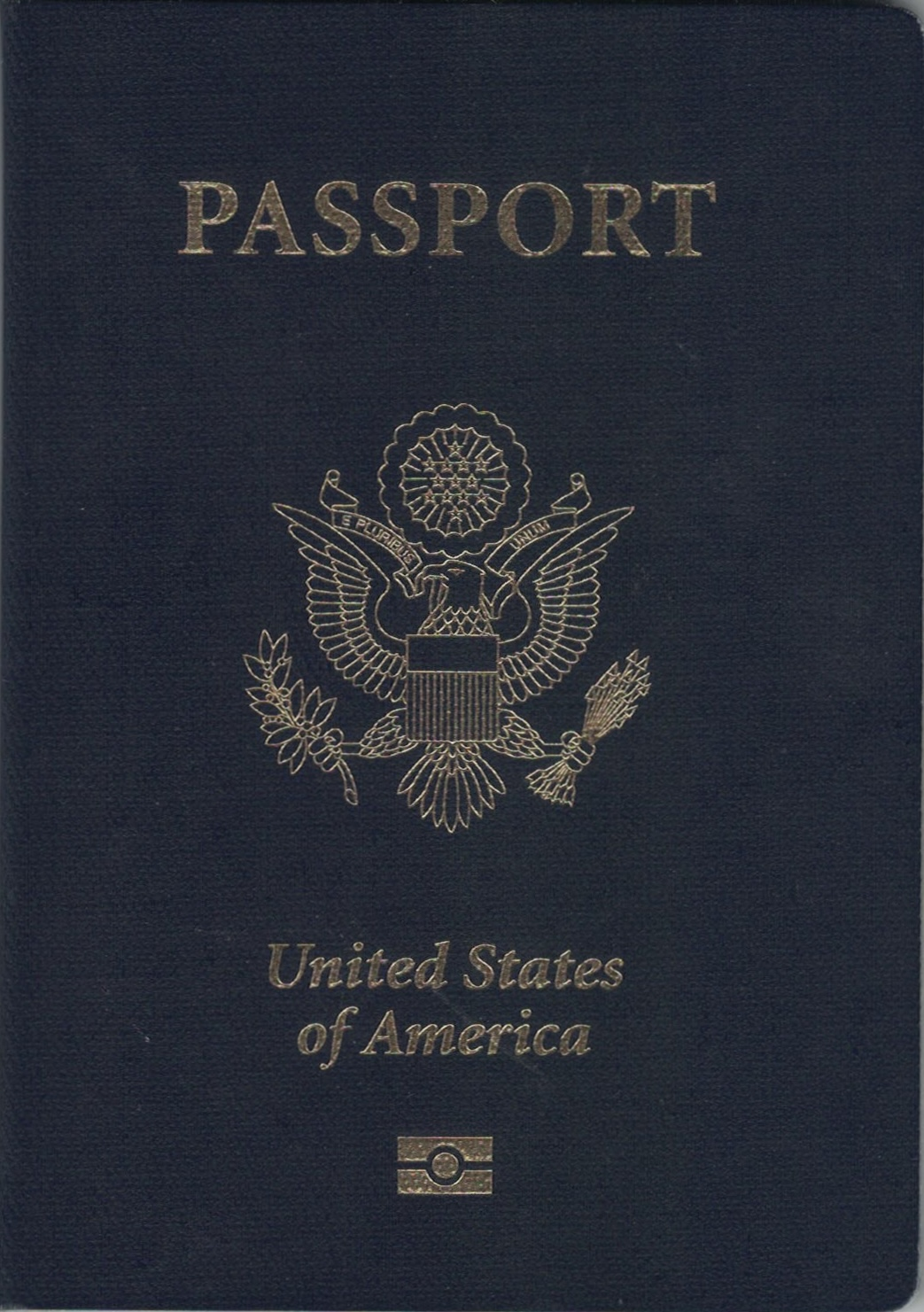
Reisepass der Vereinigten Staaten

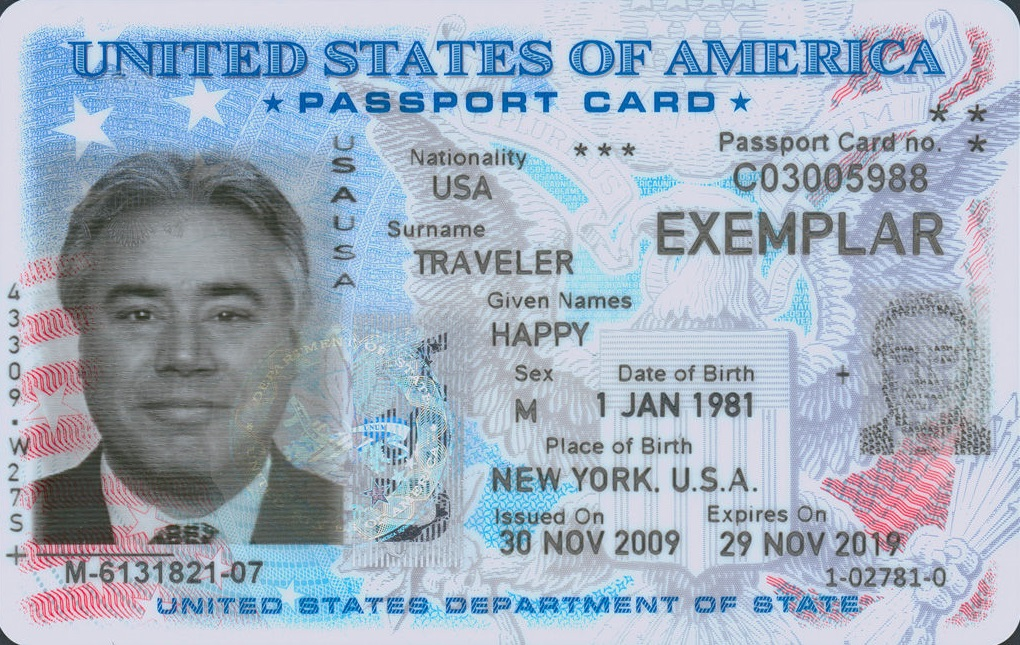
Passport Card der Vereinigten Staaten

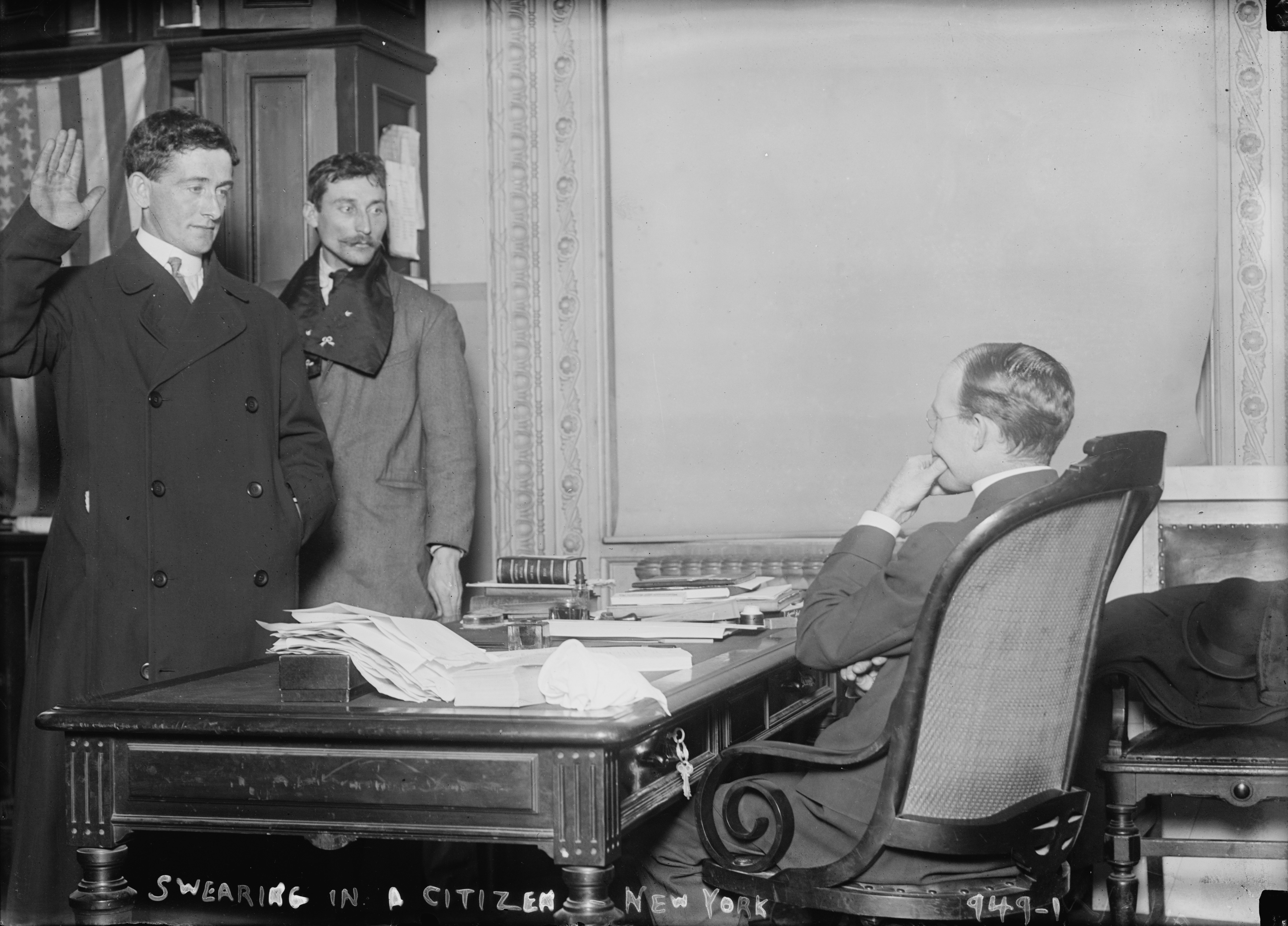
Vereidigung eines Neubürgers (1910)

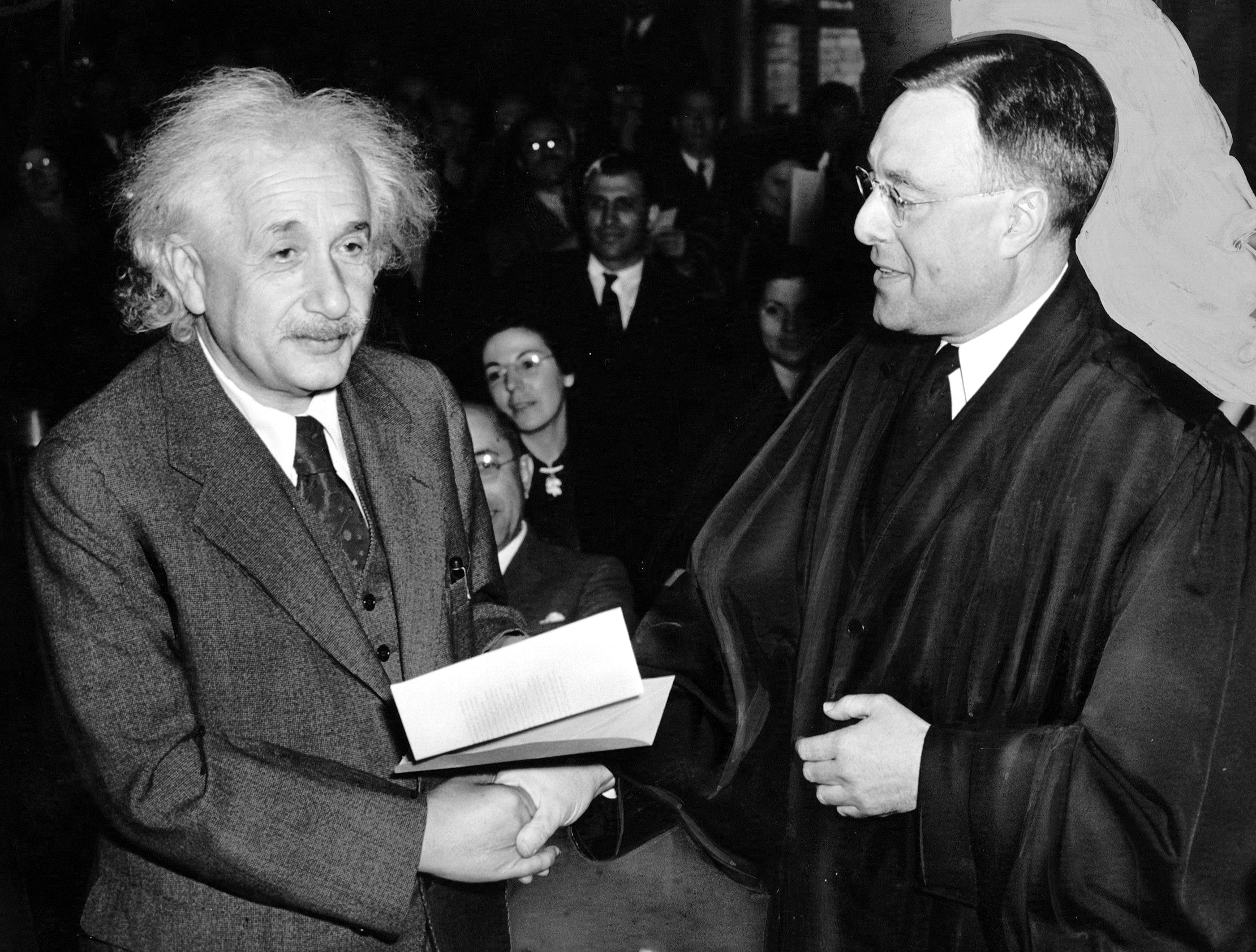
Albert Einstein erhielt die amerikanische Staatsbürgerschaft am 1. Oktober 1940

Die Staatsbürgerschaft der Vereinigten Staaten (englisch Citizenship of the United States), auch als US-Staatsangehörigkeit, US-Staatsbürgerschaft oder als (US-)amerikanische Staatsbürgerschaft bezeichnet, ist ein Bündel von Rechten und Pflichten einer natürlichen Person, die Staatsbürgern der Vereinigten Staaten von Amerika zukommen.

## Geschichte
Bereits der erste Satz der Unabhängigkeitserklärung von 1776 spricht von „einem Volk“ der „Vereinigten Staaten“. Die Unabhängigkeitserklärung konstituierte aber noch keinen Bundesstaat, sondern lediglich einen Staatenbund von dreizehn unabhängigen Staaten, die jeder für sich eine eigene Staatsangehörigkeit beanspruchten. Dies änderte sich mit der Verfassung von 1787, die 1789 in Kraft trat.

## Erwerb und Verlust der Staatsangehörigkeit
Alle Personen, die auf dem Boden der USA geboren sind, erhalten entsprechend dem Geburtsortsprinzip die amerikanische Staatsbürgerschaft kraft Geburt (Birthright citizenship, 14. Zusatzartikel zur Verfassung der Vereinigten Staaten). Ausgenommen davon waren bisher nur Kinder von „Botschaftern, nichtamerikanischem Botschaftspersonal, fremder Regierungsmitglieder und Adelshäuser auf Staatsbesuch“, da diese nicht den Gesetzen der USA unterworfen sind.
Kinder, die außerhalb der USA geboren sind, bei denen aber zumindest ein Elternteil die US-amerikanische Staatsbürgerschaft besitzt, erhalten unter bestimmten Voraussetzungen ebenfalls automatisch die amerikanische Staatsbürgerschaft, unabhängig davon, in welchem Staat sie sich befinden. Dazu müssen sie jedoch von den Eltern, bzw. dem Elternteil mit der amerikanischen Staatsbürgerschaft bei einer nahegelegenen US-Botschaft oder einem US-Konsulat einen „Konsularbericht über die Geburt eines Bürgers der Vereinigten Staaten von Amerika im Ausland“ (Consular Report of Birth Abroad of a Citizen of the United States of America (CRBA), auch Form FS-240 genannt) beantragen, der dokumentiert, dass das Kind US-Bürger ist.
Eine weitere Möglichkeit, die Staatsbürgerschaft der USA zu erlangen, ist die Einbürgerung. Die bei Einbürgerungen häufig auftretende Mehrstaatigkeit und die damit einhergehenden Probleme bei der Ableistung des Wehrdienstes haben die Bancroft-Verträge zu begrenzen versucht, bis sie ca. 1980 als verfassungswidrig angesehen und gekündigt wurden, soweit sie nicht schon früher erloschen waren.
Donald Trump hat zu Beginn seiner zweiten Amtszeit angekündigt, die Praxis des Geburtsortsprinzips für Kinder, deren Eltern nicht selbst Staatsbürger oder Permanent Residents sind, zu beenden. Hiergegen hat die ACLU Verfassungsbeschwerde eingelegt.

### Kinder von Eingebürgerten
Unverheiratete Kinder unter 21 Jahren, die in den USA leben, erwerben die amerikanische Staatsbürgerschaft per Gesetz, d. h. ohne Antrag und automatisch, sobald mindestens ein Elternteil in den USA eingebürgert wird. Das Kind kann dann sofort einen amerikanischen Pass beantragen, wobei außer dem Certificate of Naturalization (Form N-550) des Elternteils auch die Green Card und Geburtsurkunde des Kindes vorgelegt werden müssen. Die Gebühren betragen für ein Passbuch 115 Dollar (Stand: 2020).
Gänzlich unabhängig davon kann – muss aber nicht – auch ein Certificate of Citizenship (Form N-560 oder N-561) beantragt werden. Dafür muss das Formblatt N-600 ausgefüllt und eingereicht werden; neben einer Vielzahl von Anlagen wird bei Form N-600 auch eine Gebühr von 1170 Dollar fällig (Stand: 2020).
Behörden verlangen bei bestimmten Anlässen, etwa bei Anträgen auf Medicaid, dass die amerikanische Staatsbürgerschaft nachgewiesen wird. In der Regel genügt hier die Vorlage eines US-Reisepasses.

### Weltweite Besteuerung von US-Bürgern und Green-Card-Inhabern
Als eines von nur zwei Ländern weltweit (das andere ist Eritrea) binden die USA die Steuerpflicht an die Staatsbürgerschaft, d. h. US-Bürger sind in den USA steuerpflichtig, selbst wenn sie seit ihrer Geburt im Ausland gelebt und noch nie US-Staatsgebiet betreten haben. Der Freibetrag lag 2023 bei 120.000 USD pro Jahr. Durch das FATCA-Abkommen müssen viele ausländische Banken Daten ihrer US-Kunden an die amerikanische Steuerbehörde weitergeben. Dieselben Regelungen gelten für Green-Card-Inhaber.
Aus steuerlichen Gründen geben viele Personen ihre Green Card bzw. ihre US-Staatsbürgerschaft auf. Um dies zu erschweren, wurde die Gebühr für die Aufgabe der US-Staatsbürgerschaft im Jahre 2014 von 450 auf 2350 US-Dollar erhöht, die höchste Gebühr für die Aufgabe einer Staatsbürgerschaft weltweit. Manche Personen müssen zusätzlich eine „expatriation tax“ (Ausbürgerungssteuer) bezahlen.
Zum Verzicht auf die amerikanische Staatsangehörigkeit müssen zuvor fünf Jahre lang amerikanische Steuererklärungen eingereicht und in den sechs Vorjahren muss die FBAR Pflicht erfüllt worden sein. Deshalb genügt auch die Befolgung des Streamlined Foreign Offshore Verfahrens noch nicht einmal hierfür. Der IRS möchte nämlich feststellen, ob kein steuerliches Motiv bei diesem Schritt eine Rolle spielt. Danach kann ein Termin z. B. beim amerikanischen Konsulat in Frankfurt vereinbart werden, um zu verzichten: Renunciations & Relinquishments. Zur Bearbeitung dieses Antrags verlangt das Konsulat eine Gebühr in Höhe von 2.350 US$, welche beim Konsulat bezahlt werden muss.
Für den Veranlagungszeitraum, in dem auf die amerikanische Staatsangehörigkeit verzichtet wird, muss bis zum Zeitpunkt der Aufgabe noch eine Steuererklärung (1040) und ein FBAR abgegeben worden sein. Es muss gleichzeitig ein Formular (IRS Form 8854) ausgefüllt werden, in dem der Verzichtwillige die Steuererklärungen der letzten fünf Jahre und alle seine Besitztümer angibt. Sollten die Steuererklärungen nicht eingereicht worden sein, kann es vorkommen, dass der Pass einbehalten wird, aber die Person noch nicht aus der amerikanischen Steuerpflicht entlassen wird.
Wenn der Gesamtbesitz zum Zeitpunkt des Verzichts mehr als 2.000.000 US$ beträgt oder der Verzichtwillige keine amerikanischen Steuererklärungen für die letzten fünf Jahre abgegeben hat oder seine durchschnittliche Steuerlast in den letzten fünf Jahren über 168.000 US$ (2019) lag, kann in einigen Fällen eine EXIT Tax (Austrittssteuer) in Frage kommen.

## Inhalt der Rechte
Die wichtigsten Rechte, die mit dieser Staatsbürgerschaft verbunden sind, sind das Recht auf gewöhnlichen Aufenthalt in den Vereinigten Staaten, das Recht, auf dem Gebiet der Vereinigten Staaten einer Erwerbstätigkeit nachzugehen sowie an den politischen Wahlen teilzunehmen. Im Recht der Vereinigten Staaten ist die Möglichkeit auf die Erlangung einer weiteren Staatsbürgerschaft („doppelte Staatsbürgerschaft“) vorgesehen.

## U.S. Nationals

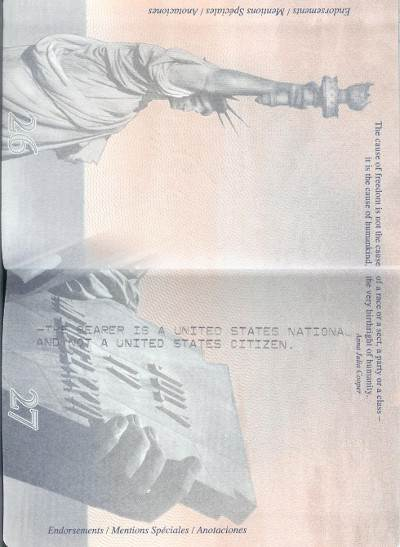
Vermerk im Reisepass eines U.S. Nationals

Personen, die auf Amerikanisch-Samoa oder Swains Island geboren wurden, sind per Gesetz „U.S. Nationals“, aber keine amerikanischen Staatsbürger. Sie dürfen außerhalb ihres Geburtsgebiets weder wählen noch gewählt werden. Ebenso wie US-Staatsbürger dürfen sie jedoch
- im gesamten Staatsgebiet der Vereinigten Staaten uneingeschränkt wohnen und arbeiten,
- einen gewöhnlichen amerikanischen Reisepass beantragen.

US-Nationals, welche die US-Staatsbürgerschaft beantragen, unterliegen denselben Vorschriften und Kriterien wie Green-Card-Inhaber.
Für Auslandsreisen erhalten sie einen US-amerikanischen Reisepass, jedoch mit einem Hinweis auf ihren Status als U.S. Nationals.